# Nauticsud
Nauticsud è la fiera dedicata alla nautica che si svolge a Napoli.

## Storia
Poco dopo la ricostruzione del complesso fieristico Mostra d'Oltremare, devastato dai bombardamenti della seconda guerra mondiale, nacque il "Nauticsud": una manifestazione incentrata principalmente sulla compravendita di barche e celebrata nel periodo di ottobre. Furono una quindicina le fortunate edizioni "ottobrine" della manifestazione nautica napoletana, che nel frattempo divenne una delle prime in Italia se non la prima in assoluto.

## Il declino
Intorno al 1983, il Salone di Genova, che fin dal 1962 era situato nel periodo di gennaio, si spostò in ottobre, e la sovrapposizione di date, unita alla crisi che attraversava il settore, portarono il salone partenopeo verso un lento declino.

## Il rilancio e la crisi
Nel 2003, il nuovo Presidente di Mostra d'Oltremare (nel frattempo divenuta una S.p.a) Prof. Raffaele Cercola, intraprese un percorso di outsourcing, individuando in Lino Ferrara (Presidente UNAD), la figura imprenditoriale più adatta allo scopo.
Le novità introdotte dalla nuova gestione permisero al salone di rivitalizzarsi e diversificarsi profondamente dall'evento di Genova:
- L'aggiunta di un'ulteriore area espositiva situata presso il "Molo di Sopraflutto Sannazzaro", con un sistema temporaneo di pontili galleggianti (poi denominata "Marina Nauticsud")
- La possibilità di provare in acqua le imbarcazioni esposte
- Il cambio di stile della manifestazione, non più limitata alla compravendita, ma orientata allo sviluppo della portualità turistica e delle infrastrutture del Mezzogiorno.
- Lo spostamento della fiera nel periodo marzo / aprile

Nel 2012, a pochi giorni dall'inaugurazione della 43ª edizione, le World Serie's di America's Cup, inizialmente annunciate sul waterfront di Bagnoli, vennero spostate a Mergellina, con conseguente revoca da parte dell'Autorità Portuale di Napoli dell'utilizzo da parte del Nauticsud dello specchio d'acqua antistante il Molo Sannazaro.
La notizia suscitò una crisi interna con conseguente annullamento del salone stesso.
L'evento nautico è annoverato tra i più seguiti d'Italia. Tra le numerose iniziative collaterali sono state organizzate diverse regate veliche e gare di pesca d'altura, incontri tematici con tavole rotonde, convegni e work shop sugli argomenti economici e di sviluppo portuale collegati al mondo della nautica.